# 結城彩乃
結城 彩乃（ゆうき あやの、2000年5月28日 - ）は、京都府出身の、日本人の女子柔道選手。階級は63kg級。身長170cm。組み手は左組み。血液型はA型。得意技は内股。

## 経歴
柔道は6歳の時にKIDS'大谷で始めた。高槻第七中学3年の時に全国中学校柔道大会の63kg級で優勝した。
富士学苑高校へ進むと、1年の時には全日本カデの決勝で敬愛高校2年の都留麻瑞に合技で敗れて2位だった。インターハイの個人戦では3回戦で敗れたが、団体戦ではエースの舟久保遥香の活躍により3位となった。全国高校選手権では決勝で創志学園高校1年の浦明澄をGSに入ってから指導2で破って優勝を飾った。2年の時には全日本カデの決勝で東大阪大敬愛高校3年の嘉重春樺に技ありで敗れて2位だったが、世界カデ代表に選ばれた。世界カデでは決勝でブラジルのガブリエラ・モラエスと対戦すると、GSに入ってから指導2を取って優勝を果たした。全日本ジュニアでは3位になった。全国高校選手権では決勝で浦に技ありで敗れて2連覇はならなかった。3年の時には全日本ジュニアの決勝で浦に払腰で敗れて2位だった。2019年からはコマツの所属となった。2022年4月の全日本選手権では準々決勝まで進むも、会社の6年先輩である78㎏超級の橋本朱未に技ありで敗れた。

## 戦績
- 2015年 -　全国中学校柔道大会　優勝
- 2016年 -　全日本カデ　2位
- 2016年 -　ドイツカデ国際　7位
- 2016年 -　金鷲旗　5位
- 2016年 -　インターハイ　団体戦　3位
- 2016年 -　国体　少年女子の部　5位
- 2017年 -　全国高校選手権　優勝
- 2017年 -　全日本カデ　2位
- 2017年 -　ポーランドカデ国際　優勝
- 2017年 -　世界カデ　優勝
- 2017年 -　全日本ジュニア　3位
- 2018年 -　全国高校選手権　2位
- 2018年 - ロシアジュニア国際　優勝
- 2018年 -　全日本ジュニア　2位
- 2019年 -　スペインジュニア国際　優勝
- 2022年 -　全日本選手権　5位

(出典、JudoInside.com)